# چاواتکادو
چاواتکادو (به لاتین: Chaavatkaddu) یک منطقهٔ مسکونی در سری‌لانکا است که در استان شمالی (سری‌لانکا) واقع شده‌است.